# سهراب‌آباد (بیله‌سوار)
سهراب‌آباد، روستایی در دهستان قشلاق جنوبی، بخش قشلاق دشت، شهرستان بیله سوار، استان اردبیل در ایران است.

## جمعیت
در سرشماری سال ۱۳۸۵، جمعیت آن ۶۷ نفر در ۱۵ خانوار بوده است.